# Vila Boa de Quires
Vila Boa de Quires is een plaats (freguesia) in de Portugese gemeente Marco de Canaveses en telt 3635 inwoners (2001).

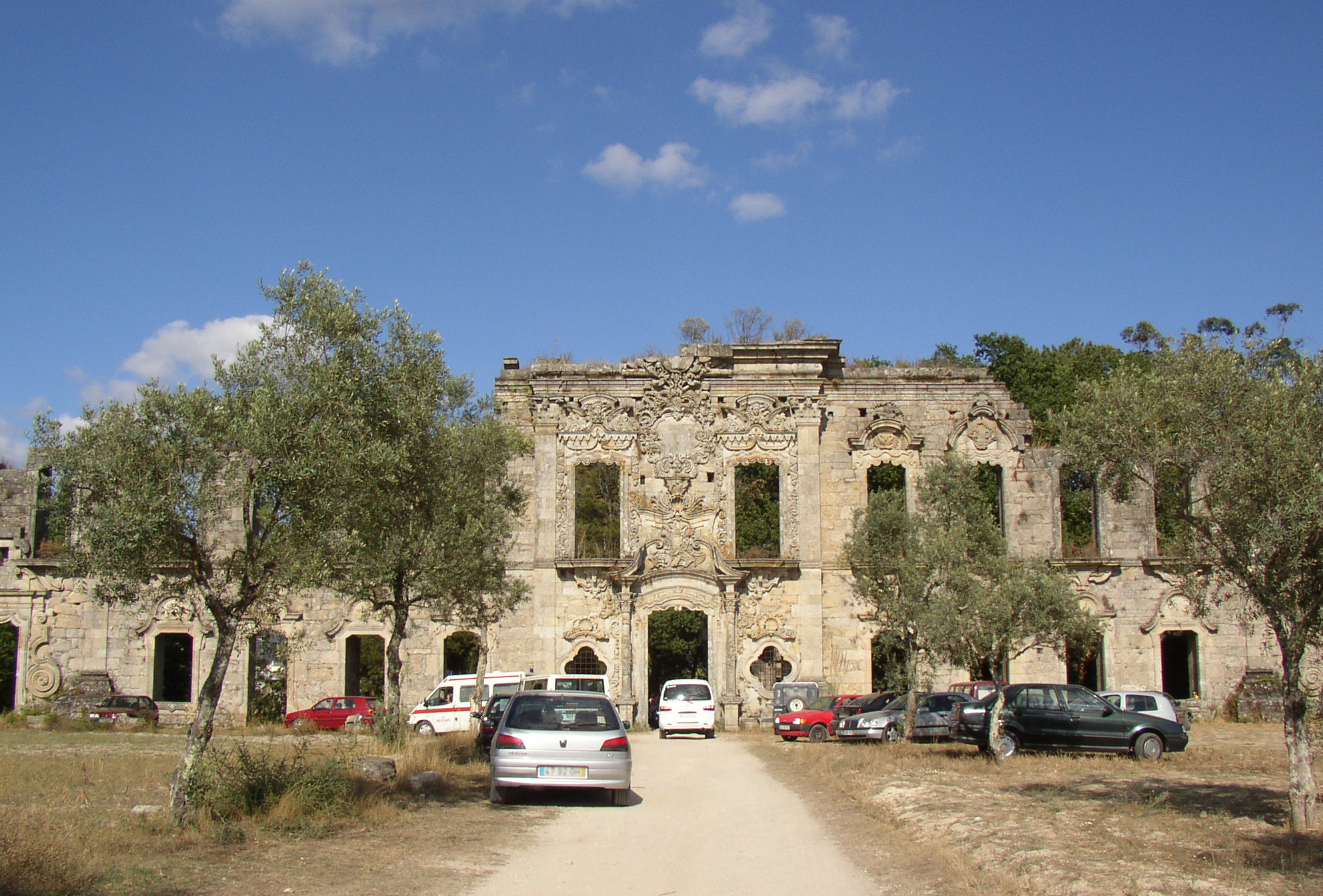
Landhuis